# リボラジ!〜ぶっちゃけ並盛Dong☆Dong〜
『リボラジ!〜ぶっちゃけ並盛Dong☆Dong〜』（りぼらじ ぶっちゃけなみもりドンドン）は、テレビアニメ『家庭教師ヒットマンREBORN!』との連動番組としてマーベラスエンターテイメント公式サイト上で配信中のインターネットラジオ番組。2008年7月21日から2009年7月19日まで配信された。毎週月曜更新。

## パーソナリティ
- 市瀬秀和（獄寺隼人役）通称 - ごっきゅん
- 井上優（山本武役）通称 - もっちゃん
- 飯田利信（六道骸役）通称 - むっくん
- ニーコ、國分優香里（#13のみ）

## 概要
- 飯田利信は「神出鬼没パーソナリティ」と位置づけられ、不定期に登場する。
- コーナーは「ふつおた」「未来革命プロジェクト」「リボわざ」の三つが基本。「リボわざ」は第1回のメールから決定。
- ラジオの中では第一期リボラジ!〜ぶっちゃけリング争奪戦〜に引き続き、井上が「もっちゃん」市瀬が「ごっきゅん」と呼ばれている。飯田利信の「むっくん」は第1回で決定。
- 「並盛町のローカルテレビで放送されている地域密着型のワイドショー番組」という設定のためCMという形でキャラの口調で告知をする。
- アシスタントの様な形でマーベラスエンターテイメントの青木氏が小声で参加している。

## ゲスト
- 第1回・第27回 - 沢田宗吉（ジャンプカーニバル・リボーンCCG）
- 第3回 - ニーコ
- 第5回 - 佐藤すじこ、佐藤もみこ（リボーンアニメモバイル）
- 第6回 - 山岸さん（マーベラスエンターテイメント）
- 第7回 - 木内秀信
- 第9回・第18回 - 瀧田ヒロム（マーベラスエンターテイメント）
- 第10回 - どうじょう拓人（太猿役）
- 第12回 - ニーコ、國分優香里
- 第13回 - 市瀬秀和、井上優 - この回のパーソナリティはニーコと國分優香里が務めた。
- 第24回 - 藤原祐規（ベルフェゴール役）
- 第25回・第26回 - 豊永利行（柿本千種・入江正一役）
- 第28回 - 瀧田ヒロム、佐藤もみこ
- 第34回・第35回 - 土田さん、カキオカさん（バンプレスト）
- 第50回 - 吉田仁美（三浦ハル役）